# Joseph Haßlwander

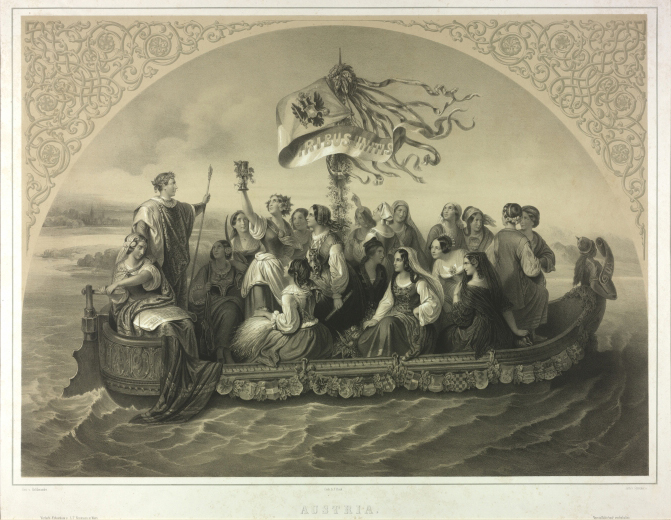
Barke mit der Austria,
Kaiser Franz Joseph I.
und den Allegorien der Kronländer

Joseph Haßlwander, auch Hasslwander, (* 7. August 1812 in Wien; † 3. August 1878 in Scheibbs) war ein österreichischer Zeichner, Maler und Zeichenlehrer.

## Leben
Haßlwander war der Sohn eines Uhrmachers. Er sollte das Geschäft des Vaters übernehmen und absolvierte zunächst auch eine Uhrmacherlehre, studierte dann aber von 1828 bis 1836 an der Akademie der bildenden Künste Wien. 1848 wurde er Mitglied der Wiener Akademie der Künste. Er war als Zeichenlehrer an der Realschule am Schottenfeld (1853–1856) und auf der Wieden (1857–1878) tätig. 1855 wurde er vom Unterrichtsminister Leo von Thun und Hohenstein gemeinsam mit Christian Ruben und August Sicard von Sicardsburg nach Italien gesandt, um dort die Methoden des Zeichenunterrichts zu studieren. Ab 1858 war er Direktor der Wiener Pensions-Vereins für bildende Künstler.
Er galt als einer der besten Zeichner Wiens, aus finanziellen Gründen schuf er überwiegend Illustrationen für Zeitschriften und Bücher. Er schuf auch Landschaftsbilder und entwarf die Statuen für die Elisabethbrücke, die seit 1902 auf dem Wiener Rathausplatz stehen. Viele seiner Werke dienten als Vorlagen für Lithografien und Stahlstiche.
Sein Sohn Friedrich Haßlwander (1840–1914) war als Maler und Schriftsteller tätig. Nach ihm und seinem Sohn Friedrich ist seit 1928 der Haßlwanderweg in Wien-Aspern, Siedlung Am Müllnermais, benannt.